# Dalmor Bank
Koordinaten: 62° 10′ S, 58° 31′ W
Dalmor Bank (englisch; polnisch Ławica Dalmoru) ist eine mindestens 80 m unter dem Meeresspiegel liegende Bank im Archipel der Südlichen Shetlandinseln. Sie liegt vor dem östlichen Ende der Dufayel-Insel im Ezcurra-Fjord von King George Island.
Teilnehmer einer polnischen Antarktisexpedition (1976–1977) benannten sie 1980 nach ihrem Schiff Dalmor, das die Bank 1977 als besten Ankerplatz des Ezcurra-Fjords nutzte.